# Taxi (rumänische Band)
Taxi ist eine rumänische Pop-Rock-Band, die seit 1999 aktiv ist. Sie vertrat Rumänien beim Eurovision Song Contest 2000 in Stockholm, Schweden, mit dem Song The Moon oder in der rumänischen Version Luna.

## Eurovision Song Contest 2000
Im Jahr 2000 wurde Taxi ausgewählt, Rumänien beim Eurovision Song Contest 2000 in Stockholm zu vertreten. Dort traten sie als sechster Akt des Abends auf, vor ihnen trat Sofia Mestari aus Frankreich und nach ihnen Claudette Pace aus Malta auf. Sie erreichten einen 17. Platz, das bis dahin beste Ergebnis Rumäniens.

## Diskografie
Alben
- 1999: Jumătate de Album
- 2000: Trag un claxon (Intercont Music)
- 2001: Americanofonia (Cat Music)
- 2002: De cursă lungă (Kompilation, Cat Music)
- 2003: C (Cat Music)
- 2004: Politica (Cat Music)
- 2007: Romantica (Cat Music)
- 2011: Cele 2 cuvinte (Cat Music)
- 2014: 15 (Gala)
- 2019: 20 (Cat Music)

EPs
- 2001: Comunitaru (Cat Music)